# Невельской, Гавриил Иванович
Гавриил Иванович Невельской (1773, Солигаличский уезд, Костромская губерния — 13 декабря 1841) — русский морской офицер.
Родился в усадьбе Лисицыно Солигаличского уезда, в семье отставного прапорщика Ивана Андреевича Невельского.
В 1788—1793 годах обучался в Морском кадетском корпусе. 1 мая 1791 года произведён в гардемарины, а 1 января 1793 года в чин мичмана.
В 1792—1795 годах ежегодно плавал в Балтийском море и сделал переход из Архангельска в Кронштадт на корабле «Филипп».
В 1795—1796 годах, находясь последовательно на кораблях «Память Евстафия» и «Архангел Михаил» эскадры вице-адмирала П. И. Ханыкова, крейсировал у английских берегов. В 1797 году служил на куттере «Диспач». В 1798 году служил на люгере «Великий князь» и фрегате «Симеон».
В 1799—1800 годах на фрегате «Венус» участвовал в экспедиции к голландским берегам вице-адмирала М. К. Макарова. 28 ноября 1799 года получил чин лейтенанта.
В 1801—1805 годах ежегодно плавал в Балтийском море. С 1807 года командует катером «Опыт» в эскадре капитана Ю. Ф. Лисянского.
Во время Англо-русской войны, командуя 14-пушечным катером «Опыт», был вынужден 11 июня 1808 года вступить в бой с 36-пушечным (по другим данным, 50-пушечным) британским фрегатом «Сальсет». Во время боя был ранен, у него была разбита нижняя челюсть, и он попал в плен. . Тяжело раненого командира катера Невельского на шлюпке доставили на борт английского фрегата. Командир английского фрегата лорд Батус «в уважение блистательной храбрости русских» отказался принять саблю от Г. И. Невельского со словами: «Кому же она нужна, как не такому храбрецу, как вы». Оставшиеся в живых русские моряки были освобождены, а Г. И. Невельского отправили на лечение в Либаву. Император Александр I, узнав об этом бое, повелел «чтобы Невельской никогда и ни на каком корабле под командой не состоял, а всегда быть бы командиром». Невельскому было выдано 3000 рублей награды из сумм Его Величества, a команде сокращена служба, и «люди назначены на придворные суда».
1 марта 1810 года произведён в чин капитан-лейтенанта и командовал брандвахтенным фрегатом «Эммануил» при Кронштадтском порте. В кампанию 1811 года командовал галетом № 3.
Во время Отечественной войны, командуя фрегатом «Быстрый» в составе эскадры под командованием адмирала Е. Е. Тета, участвовал в перевозке войск из Свеаборга в Ревель, а в октябре-ноябре совершил переход из Кронштадта в Ширнесс.
В 1813 году крейсировал в составе союзной эскадры у французских и голландских берегов, а затем вернулся в Кронштадт.
26 ноября 1816 года за «18 морскихъ кампаній» награждён орденом Св. Георгия 4-й степени.
В октябре 1817 года — феврале 1818 года, командуя 44-пушечным фрегатом «Меркурий» в составе эскадры под командованием контр-адмирала А. В. фон Моллера, совершил переход из Кронштадта в Кадис, где суда были проданы испанскому правительству, а экипажи на транспортах вернулись на родину.
В кампанию 1820 года командовал 20-пушечным бригом «Олимп». В 1821 году произведён в чин капитана 2-го ранга. В кампанию 1822 года командовал кораблём «Св. Георгий Победоносец». В 1823 году командовал 23-м флотским экипажем в Кронштадте. 30 августа 1824 года произведён в чин капитана 1-го ранга.
В 1826 года уволен в отставку и поселился в усадьбе Жураново, вблизи города Кологрива, где проживал со своей супругой Ольгой Афанасьевной.